# Cecilia di Grecia
Cecilia di Grecia (in greco moderno: Καικιλία της Ελλάδας; Acharnes, 22 giugno 1911 – Ostenda, 16 novembre 1937) è stata granduchessa consorte titolare d'Assia e del Reno nel 1937, come moglie di Giorgio Donato. Era sorella di Filippo, duca di Edimburgo, e quindi zia di Carlo III del Regno Unito.

## Biografia

### Giovinezza

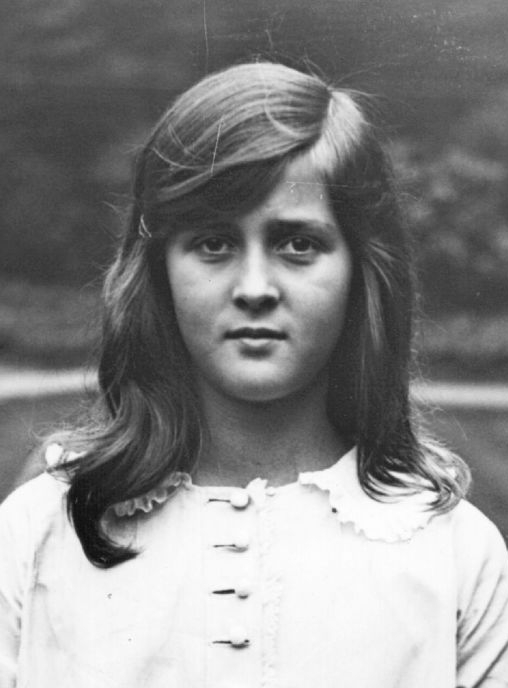
Cecilia nel 1922.

Cecilia nacque il 22 giugno 1911 nel Palazzo Tatoi, residenza estiva della famiglia reale greca, terzogenita di Andrea di Grecia e della moglie, Alice di Battenberg: ciò la rendeva discendente della regina Vittoria, di Cristiano IX di Danimarca, dello zar Nicola I e di Giorgio I di Grecia. Venne battezzata il 2 luglio a Tatoi, i suoi padrini furono Giorgio V del Regno Unito, Ernesto Luigi d'Assia, Nicola di Grecia e Vera di Württemberg. Cecilia aveva tre sorelle, Margherita, Teodora e Sofia, ed un fratello, Filippo. 
A causa dell'instabilità politica della Grecia, la famiglia reale dovette abbandonare diverse volte il paese, come nel 1917, quando re Costantino I e l'erede al trono Giorgio, primo cugino di Cecilia, dovettero rinunciare i diritti al trono e lasciare il paese, assieme alla maggior parte dei reali. La famiglia della principessa andò prima in Svizzera e poi in Francia; Cecilia e le sue sorelle furono le damigelle al matrimonio del loro zio, Louis Mountbatten, poi Conte Mountbatten di Burma, che sposò nel 1929 Edwina Ashley .

### Matrimonio

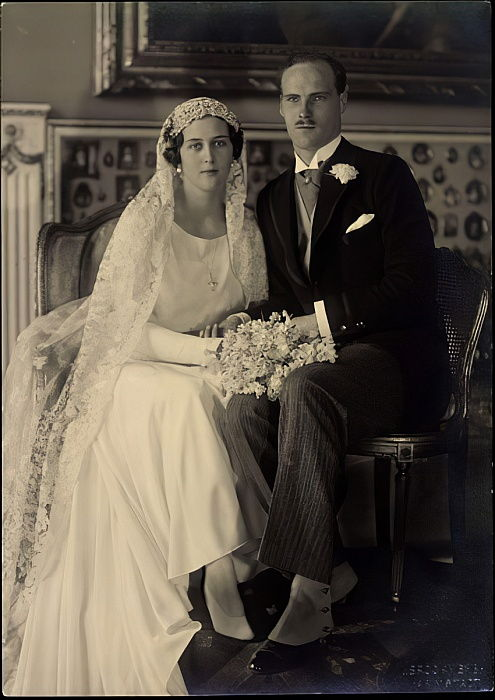
Cecilia e Giorgio Donato.

Il 2 febbraio 1931 a Darmstadt, Cecilia sposò Giorgio Donato d'Assia, figlio di Ernesto Luigi d'Assia e della moglie, Eleonora di Solms-Hohensolms-Lich, ciò rendeva i due sposi lontani cugini essendo entrambi discendenti della regina Vittoria. La coppia ebbe quattro figli:
- Ludovico (1931 - 1937)
- Alessandro (1933 - 1937)
- Giovanna (1936 - 1939)
- figlio nato morto (1937)

Il 1º maggio 1937 Cecilia e suo marito aderirono al Partito nazista.

### Morte
Nell'ottobre 1937 il suocero di Cecilia, il granduca Ernesto Luigi d'Assia morì. Poche settimane dopo il funerale, suo cognato, il principe Luigi, avrebbe dovuto sposare Margaret Campbell-Geddes a Londra.
Il 16 novembre 1937 Giorgio Donato, Cecilia, i loro due piccoli figli maschi e la madre di Giorgio Donato, la granduchessa Eleonora, partirono da Darmstadt per Londra. L'aereo, un trimotore Junkers Ju 52 della compagnia aerea SABENA, colpì una ciminiera vicino a Ostenda e precipitò in fiamme, uccidendo tutti coloro che erano a bordo. Al momento del disastro Cecilia era incinta di otto mesi del suo quarto figlio e i resti del suo bambino furono trovati tra i rottami, indicando che Cecilia era andata in travaglio o aveva subito un trauma fisico sufficiente a provocare la nascita.

### Funerale
Nonostante la morte dei suoi familiari, il principe Luigi sposò Margaret Campbel-Geddes a Londra il giorno dopo lo schianto. Dopo il matrimonio, che fu celebrato in un clima di grande tristezza, la coppia andò in Belgio per recuperare i resti di Cecilia e della sua famiglia, preservati fino a quel momento nell'ospedale di Ostenda. Tornati a Darmstadt, i due adottarono la piccola Giovanna, unica figlia superstite di Cecilia e Giorgio Donato. Giovanna, tuttavia, morì di meningite due anni dopo, il 14 giugno 1939.
I solenni funerali di Cecilia e della sua famiglia si tennero nella Stadtkirche di Darmstadt il 23 novembre 1937. L'evento vide la partecipazione di un enorme numero di persone, ma fu anche utilizzato a scopi propagandistici dal governo nazista, che dispiegò un gran numero di soldati della Wehrmacht alla cerimonia. Il triste evento fu anche l'occasione per i genitori di Cecilia di incontrarsi nuovamente per la prima volta dal 1931. Andrea e Alice si riconciliarono in occasione del funerale, ma continuarono comunque a vivere in seguito separatamente. Il trauma della morte di sua figlia guarì la salute mentale della principessa Alice, che ritornò progressivamente ad una vita normale dopo il funerale. Al funerale partecipò anche il giovane principe Filippo di Grecia, futuro marito di Elisabetta II del Regno Unito.
Cecilia fu sepolta con il marito, i due figli maschi e il bambino nato morto a Darmstadt presso Rosenhöhe, luogo di sepoltura tradizionale della famiglia d'Assia. La figlia di Cecilia, Johanna, adottata dal principe Luigi e dalla principessa Margaret e morta due anni dopo di meningite, fu sepolta vicino ai suoi genitori e fratelli.

## Titoli e trattamento
- 22 giugno 1911 - 2 febbraio 1931: Sua Altezza Reale, la principessa Cecilia di Grecia
- 2 febbraio 1931 - 9 ottobre 1937: Sua Altezza Reale, la granduchessa ereditaria d'Assia e del Reno
- 9 ottobre 1937 - 16 novembre 1937: Sua Altezza Reale, la granduchessa d'Assia e del Reno

## Ascendenza
|                               |                    |                                  | Genitori                          |  |  | Nonni |  |  | Bisnonni                  |  |  | Trisnonni                                                      |  |
|                               |                    |                                  |                                   |  |  |       |  |  | Cristiano IX di Danimarca |  |  | Federico Guglielmo di Schleswig-Holstein-Sonderburg-Glücksburg |  |
|                               |                    |                                  |                                   |  |  |       |  |  | Cristiano IX di Danimarca |  |  | Federico Guglielmo di Schleswig-Holstein-Sonderburg-Glücksburg |  |
|                               |                    | Luisa Carolina d'Assia-Kassel    |                                   |  |  |       |  |  | Cristiano IX di Danimarca |  |  |                                                                |  |
| Giorgio I di Grecia           |                    |                                  |                                   |  |  |       |  |  | Cristiano IX di Danimarca |  |  |                                                                |  |
|                               |                    | Luisa d'Assia-Kassel             | Guglielmo d'Assia-Kassel          |  |  |       |  |  |                           |  |  |                                                                |  |
|                               |                    | Luisa d'Assia-Kassel             | Guglielmo d'Assia-Kassel          |  |  |       |  |  |                           |  |  |                                                                |  |
|                               |                    | Luisa d'Assia-Kassel             | Luisa Carlotta di Danimarca       |  |  |       |  |  |                           |  |  |                                                                |  |
| Andrea di Grecia              |                    | Luisa d'Assia-Kassel             |                                   |  |  |       |  |  |                           |  |  |                                                                |  |
|                               |                    | Konstantin Nikolaevič di Russia  | Nicola I di Russia                |  |  |       |  |  |                           |  |  |                                                                |  |
|                               |                    | Konstantin Nikolaevič di Russia  | Nicola I di Russia                |  |  |       |  |  |                           |  |  |                                                                |  |
|                               |                    | Konstantin Nikolaevič di Russia  | Carlotta di Prussia               |  |  |       |  |  |                           |  |  |                                                                |  |
| Olga Konstantinovna di Russia |                    | Konstantin Nikolaevič di Russia  |                                   |  |  |       |  |  |                           |  |  |                                                                |  |
|                               |                    | Alessandra di Sassonia-Altenburg | Giuseppe di Sassonia-Altenburg    |  |  |       |  |  |                           |  |  |                                                                |  |
|                               |                    | Alessandra di Sassonia-Altenburg | Giuseppe di Sassonia-Altenburg    |  |  |       |  |  |                           |  |  |                                                                |  |
|                               |                    | Alessandra di Sassonia-Altenburg | Amalia di Württemberg             |  |  |       |  |  |                           |  |  |                                                                |  |
| Cecilia di Grecia e Danimarca |                    | Alessandra di Sassonia-Altenburg |                                   |  |  |       |  |  |                           |  |  |                                                                |  |
|                               | Alessandro d'Assia | Luigi II d'Assia e del Reno      |                                   |  |  |       |  |  |                           |  |  |                                                                |  |
|                               | Alessandro d'Assia | Luigi II d'Assia e del Reno      |                                   |  |  |       |  |  |                           |  |  |                                                                |  |
|                               | Alessandro d'Assia | Guglielmina di Baden             |                                   |  |  |       |  |  |                           |  |  |                                                                |  |
| Luigi di Battenberg           | Alessandro d'Assia |                                  |                                   |  |  |       |  |  |                           |  |  |                                                                |  |
|                               |                    | Julia von Hauke                  | Hans Moritz von Hauke             |  |  |       |  |  |                           |  |  |                                                                |  |
|                               |                    | Julia von Hauke                  | Hans Moritz von Hauke             |  |  |       |  |  |                           |  |  |                                                                |  |
|                               |                    | Julia von Hauke                  | Sophie Lafontaine                 |  |  |       |  |  |                           |  |  |                                                                |  |
| Alice di Battenberg           |                    | Julia von Hauke                  |                                   |  |  |       |  |  |                           |  |  |                                                                |  |
|                               |                    | Luigi IV d'Assia e del Reno      | Carlo d'Assia                     |  |  |       |  |  |                           |  |  |                                                                |  |
|                               |                    | Luigi IV d'Assia e del Reno      | Carlo d'Assia                     |  |  |       |  |  |                           |  |  |                                                                |  |
|                               |                    | Luigi IV d'Assia e del Reno      | Elisabetta di Prussia             |  |  |       |  |  |                           |  |  |                                                                |  |
| Vittoria d'Assia e del Reno   |                    | Luigi IV d'Assia e del Reno      |                                   |  |  |       |  |  |                           |  |  |                                                                |  |
|                               |                    | Alice di Gran Bretagna           | Alberto di Sassonia-Coburgo-Gotha |  |  |       |  |  |                           |  |  |                                                                |  |
|                               |                    | Alice di Gran Bretagna           | Alberto di Sassonia-Coburgo-Gotha |  |  |       |  |  |                           |  |  |                                                                |  |
|                               |                    | Alice di Gran Bretagna           | Vittoria del Regno Unito          |  |  |       |  |  |                           |  |  |                                                                |  |
|                               |                    | Alice di Gran Bretagna           |                                   |  |  |       |  |  |                           |  |  |                                                                |  |